# 野地潤家
野地 潤家（のじ じゅんや、1920年11月4日 - 2016年5月15日）は、日本の国語教育学者。学位は、教育学博士（広島大学・論文博士・1966年）（学位論文「近代国語教育史研究」）。広島大学名誉教授。愛媛県大洲市出身。

## 経歴
1945年広島文理科大学文学科国語学国文学専攻卒業。1966年学位論文「近代国語教育史研究」で広島大学より教育学博士の学位を取得。愛媛県立松山城北高等女学校（現愛媛県立松山北高等学校）教諭、広島高等師範学校教授、広島大学助教授、教授。また広島大学教育学部附属小学校長、広島大学附属中学校・高等学校長、同附属学校部長、同教育学部長を歴任。1984年広島大学定年退官、名誉教授、鳴門教育大学教授、同大学副学長を経て同大学学長を1992年4月から1998年3月まで務めた。
2016年5月15日に死去。

## 著書
- 『教育話法の研究』柳原書店　1953
- 『国語教育 個体史研究』光風出版　1956
- 『源平桃 文集』文化評論出版　1971　のち溪水社
- 『作文教育の探究』文化評論出版　1972
- 『「綴方教室」の意義と価値』文化評論出版　1972
- 『国語教育原論』共文社　1973
- 『幼児期の言語生活の実態』全3巻 文化評論出版　1973-77
- 『国語教育学史』（1974年、共文社）
- 『国語教育通史』（1974年、共文社）
- 『話しことば学習論』（1974年、共文社）
- 『作文指導論』（1975年、共文社）
- 『柿照葉 歌集』溪水社　1975
- 『国語科授業論』（1976年、共文社）
- 『読解指導論 琴線にふれる国語教育』（1977年、共文社）
- 『国語教育原論』（1978年、共文社）
- 『個性読みの探究 読書指導を求めて』（1978年、共文社）
- 『話しことば教育史研究』共文社　1980
- 『わが心のうちなる歌碑』桜楓社　1980
- 『国語教育の創造』（1982年、国土社・新書）
- 『芦田恵之助研究』（1983年、明治図書）
- 『綴方教授の理論的基礎 垣内松三先生のばあい』（1983年、教育出版センター）
- 『国語教育の根源と課題』（1984年、溪水社）
- 『国語教育の探究』共文社　1985
- 『国語教材の探究』共文社　1985
- 『わが心のうちなる歌碑』2-4　溪水社　1990-2001
- 『大村はま国語教室の探究』（1993年、溪水社）
- 『生いたちの記 父よりわが子へ』溪水社　1996
- 『教育話法入門』（1996年、溪水社）
- 『国語科教育・授業の探究』溪水社　1996
- 『古文指導の探究』溪水社　1996
- 『野地潤家著作選集』全11巻別巻2（1998年、明治図書出版）

『真の国語教育を求めて』明治図書出版　1998　野地潤家著作選集 別巻 1
- 『国語教育実習個体史』溪水社　2001
- 『昭和前期中学校国語学習個体史 旧制大洲中学校（愛媛県）に学びて』（2002年、溪水社）
- 『国語科授業の構築と考究』（2003年、溪水社）
- 『中等国語教育の展開 明治期・大正期・昭和期』（2004年、溪水社）
- 『国語教育学研究 国語教育を求めて』（2004年、溪水社）
- 『話しことばの教育』（2005年、溪水社）
- 『国語科授業原論』溪水社　2007
- 『近代国語教育史研究』溪水社　2011
- 『国語教育学史研究』溪水社　2011
- 『国語教育研究への旅立ち 若き日の自主研究、卒業論文』溪水社　2011
- 『国語科教育の創造を求めて 国語教育の聖地、長野に学ぶ 講演記録』溪水社　2012

### 共編著
- 『言語教育学叢書』第1期 全6巻　垣田直巳,松元寛共編　文化評論出版　1967
- 『小学校国語科指導事典』倉沢栄吉,藤原宏共編　第一法規出版　1971
- 『『綴方十二ケ月』の意義と価値』古田拡共編　文化評論出版　1971
- 『古典の教え方』宮崎健三,石井茂共編著　右文書院　1972　教え方双書
- 『「野口英世」伝の研究 読書指導のための基礎作業』編　明治図書出版　1972
- 『中学校高等学校国語科教育法』熊沢竜,中西昇共編　桜楓社　1973
- 『現代教科教育学大系 2　言語と人間』倉沢栄吉共編著　第一法規出版　1974
- 『世界の作文教育』編　文化評論出版　1974
- 『作文・綴り方教育史料』編　桜楓社　1976
- 『戦後小説の教え方』磯貝英夫共編著　右文書院　1977　教え方叢書
- 『作文指導実践入門』編　共文社　1978
- 『読書指導相談事典』編　共文社　1978
- 『国語科重要用語300の基礎知識』編　明治図書出版　1981　教科教育の基礎用語シリーズ
- 『授業に生きる教材研究・小学校国語科』瀬川栄志共編　明治図書出版　1981
- 『国語教育必携 教育法規から国語表記まで』大矢武師共編　教育出版センター　1982　国語教育叢書
- 『国語教材研究資料 小学校編』中西昇共編著 桜楓社　1982
- 『国語子どもの考え方・教師の導き方 1-6年』青木幹勇共編　国土社 1983
- 『作文・綴り方教育史資料』編　桜楓社　1986
- 『新編小学校国語科教育法』湊吉正共編　おうふう　2002
- 『新編中学校高等学校国語科教育法』湊吉正共編　おうふう　2002
- 『戦後作文教育文献解題 昭和22年～昭和39年』編　溪水社　1999

## 記念論集
- 中西一弘編『野地潤家国語教育論を読む』明治図書出版　1998　野地潤家著作選集 別巻 2
- 『野地潤家先生傘寿記念論集』大阪教育大学国語教育研究室　2000